# Normalplan (geometri)

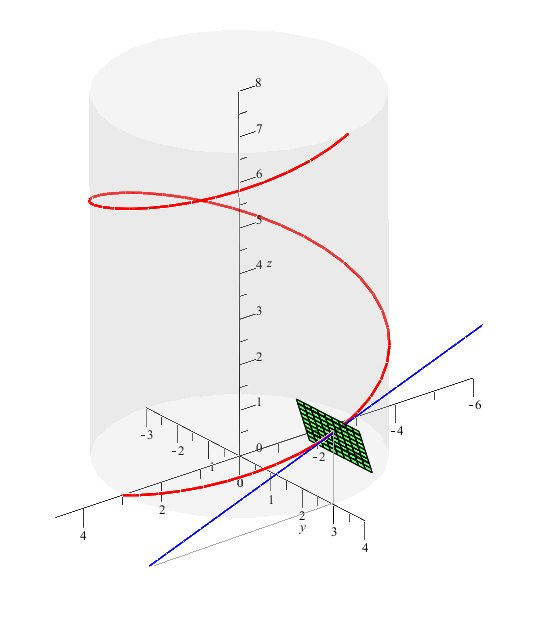
En röd kurva i rummet med en blå tangent. Det gröna planet är normalplan till såväl kurvan som tangenten i tangeringspunkten.

Det blå planet är tangentialplan till den röda ytan. Den blå vektorn är normalvektor till både det blå planet och den röda ytan (i tangeringspunkten). Det blå planet är normalplan till vektorn.

Ett normalplan är inom geometri ett plan som är vinkelrätt mot en linje eller ett annat plan. Ofta avses ett plan som går genom en punkt på en kurva i rummet, och som är vinkelrätt mot denna kurvas tangent i denna punkt. I den aktuella punkten utgör alltså kurvans tangent en normal till normalplanet (vilket således spänns upp av vektorer i normalriktningen och binormalriktningen - se även Frenet–Serrets formler). I tredimensionell geometri har varje linje eller kurva ett normalplan i varje punkt längs linjen - är linjen rät är alla dessa normalplan parallella.
Normalplanet till en vektor a = (ax, ay, az) i punkten (x0, y0, z0) ges av:
{\displaystyle a_{x}(x-x_{0})+a_{y}(y-y_{0})+a_{z}(z-z_{0})=0}